# Dave Wälti
Dave Wälti (* 5. Mai 1988 in Thun) ist ein Schweizer Koch aus Bern mit bolivianischen Wurzeln.

## Werdegang
Wälti absolvierte eine Lehre zum Koch im Landgasthof Thalgut in Gerzensee von 2004 bis 2007.  Von 2007 bis 2008 folgte die Rekruten- und die Unteroffiziersschule in Andermatt und Thun.
2008 bis 2009 Arbeitete er als Commis de Cuisine im Kornhauskeller Bern. Nach diversen Reisen um die Welt startete Wälti 2010 als Chef de Partie in der Jack's Brasserie im geschlossenen Hotel Schweizerhof in Bern. 2011 wurde das Hotel wiedereröffnet und Wälti kurz darauf zum Sous Chef der Jack's Brasserie ernannt, wo er bis im Jahr 2013 blieb. Im 2014 absolvierte er diverse Weiterbildungsaufenthalte und Stages u. a. in London, New York und La Paz.
Von 2015 bis zur Schliessung 2019 war Wälti Sous Chef im Restaurant Eisblume in Worb, das 17 Gault-Millau-Punkte führt. Im Frühling 2019 wechselte er als Küchenchef der Bistrobar ins Casino Bern.
Dave Wälti war von 2015 bis 2020 Mitglied des SACT Swiss Armed Forces Culinary Team und gewann mit dem Team zwei Goldmedaillen.

## Auszeichnungen (Auswahl)
- Marmite Youngster 2016 – Bester Schweizer Jungkoch
- S. Pellegrino Young Chef Switzerland 2017[2]